# Гора Калварија
Гора Калварија (пољ. Góra Kalwaria) град је у Пољској у Војводству мазовском. По подацима из 2012. године број становника у месту је био 11 651.
.

## Становништво
| 2012.  |
| ------ |
| 11 651 |